# 레지던트 어드바이저
레지던트 어드바이저(Resident Advisor, 또는 RA)는 온라인 음악 잡지이자 커뮤니티 플랫폼으로 전 세계의 전자 음악과 관련된 음악가 및 이벤트들을 다룬다. 2001년 설립되었다. 레지던트 어드바이저의 편집부는 뉴스, 음악 및 이벤트 리뷰와 더불어 영화, 특집 기사 및 인터뷰를 맡는다. 또한 이벤트에 대한 티켓 판매 플랫폼, 클럽 및 프로모션, 아티스트 및 음반 레이블 프로필과 RA 팟캐스트를 제작한다.
본사는 런던에 두고 있으며, 베를린, 로스앤젤레스, 뉴욕과 멜버른에 지사를 두고 있다. 2008년 제12회 웨비상에서 피플스 보이스상을 수상했다.

## 역사
레지던트 어드바이저는 2001년 오스트레일리아의 시드니에서 폴 클레먼트와 닉 사빈이 오스트레일리아의 댄스 뮤직 신에 관한 뉴스와 정보를 제공하는 웹사이트로 시작했다. 이후 사이트의 규모가 커지면서 클레먼트와 사빈은 본업을 유지하는 대신 스태프를 고용하기 시작했다. 이후 2006년 클레먼트와 사빈은 영국으로 온 후 레지던트 어드바이저에서 정규로 일하기 시작하였고, 2007년에는 베를린에 지사를 열었다.

## 연례 설문 조사
2006년부터 2016년까지 매년 레지던트 어드바이저는 RA 폴(RA Poll)이라는 이름의 두 개의 설문 조사를 실시하였다. 이는 독자들을 상대로 그 해의 DJ와 라이브 공연 100개를 뽑는 것이었다. 이후 2017년부터는 다양성 및 사이트가 음악 산업에 미치는 영향력을 고려해 중단되었다.